# 帕爾岩
帕爾岩（英語：Pal Rock）是南極洲的岩層，位於毛德皇后地的阿斯特里德公主海岸，屬於沃爾塔特山脈的一部分，由德國探險隊發現和拍攝空中照片，現時由南極條約體系管理。